# Marathon van Brussel 2016
De marathon van Brussel 2016 vond plaats op zondag 2 oktober 2016. Het was de dertiende editie van deze marathon. De start van het evenement vond plaats in het Jubelpark en de finish was op het Beursplein.
De wedstrijd werd bij de mannen gewonnen door de Keniaan Eric Kering in 2:16.52. Op de finish had hij ruime voorsprong op de Belg Willem Van Schuerbeeck, die in 2:21.35 het parcours voltooide. Bij de vrouwen was Virginie Van Droogenbroeck het snelste en finishte in 2:53.45. Zij was de enige vrouw de wedstrijd in drie uur voltooide.
Naast de hele marathon kende het evenement ook een halve marathon, 5 km en kids run. Aan het evenement deden 12.500 lopers uit 61 landen deel. Met 7600 deelnemers was de halve marathon het populairst. In totaal finishten er 1427 marathonlopers van de 1700 gestarte lopers.
Het evenement was gesponsord door Belfius.

## Uitslag

### Marathon
Mannen
| rang   | naam                   | land | tijd    |
| ------ | ---------------------- | ---- | ------- |
| Goud   | Eric Kering            | KEN  | 2:16.52 |
| Zilver | Willem Van Schuerbeeck | BEL  | 2:21.35 |
| Brons  | James Emuria           | KEN  | 2:24.24 |

Vrouwen
| rang   | naam                       | land | tijd    |
| ------ | -------------------------- | ---- | ------- |
| Goud   | Virginie Van Droogenbroeck | BEL  | 2:53.45 |
| Zilver | Deborah Ghyselen           | BEL  | 3:06.59 |
| Brons  | Nicole Warnier             | BEL  | 3:12.06 |

### Halve marathon
Mannen
| rang   | naam                     | land | tijd    |
| ------ | ------------------------ | ---- | ------- |
| Goud   | Lander Van Droogenbroeck | BEL  | 1:08.57 |
| Zilver | Younes Darrazi           | BEL  | 1:11.41 |
| Brons  | Jef Torbeyns             | BEL  | 1:12.37 |

Vrouwen
| rang   | naam                      | land | tijd    |
| ------ | ------------------------- | ---- | ------- |
| Goud   | Kabiratou Nassam Alassani | BEL  | 1:20.27 |
| Zilver | Lore Tack                 | BEL  | 1:23.27 |
| Brons  | Karolien Smet             | BEL  | 1:24.04 |

2004 ·
2005 ·
2006 ·
2007 ·
2008 ·
2009 ·
2010 ·
2011 ·
2012 ·
2013 ·
2014 ·
2015 ·
2016 ·
2017 ·
2018 ·
2019 ·
2022 ·
2023 ·
2024 ·
2025